# Papyrus des auriges
Le Papyrus des auriges est le fragment d'un codex en papyrus enluminé daté des années 450-500 après Jésus-Christ. Provenant d'un manuscrit non identifié, il s'agit d'un exemple très rare d'enluminure en couleur sur papyrus. Il est conservé à la Egypt Exploration Society (P.Ant.s.n.=MP³ 2916)

## Historique
Le fragment a été retrouvé en 1914 par le papyrologue anglais John de Monins Johnson (en) lors de fouilles dans un tas d'ordures à Antinoë, contenant des documents datés entre le IVe et le VIe siècle.

## Description
Le fragment appartenait sans doute à un codex et non à un rouleau car il possède un texte en grec à son verso de la même main que le recto. D'après l'analyse de ce texte, il est daté des années 450-500 ou alors aux alentours des années 500. Cette écriture, de type onciale copte, indique une origine sans doute égyptienne à ce codex. Toujours, d'après la forme du texte, le manuscrit d'origine devait faire la taille de 22 à 25 cm de large pour 30 à 33 cm de haut. Cependant, rien ne permet d'identifier ce texte.
Le dessin représente 5 auriges, identifiable notamment au fouet porté par l'un d'entre eux, ainsi qu'un sixième partiellement visible sur la bordure gauche. Tous sont habillés d'un serre-tête, d'une cuirasse lacée sur le devant et couverte d'une tunique avec des couleurs différentes, représentant leurs écuries : rouge, bleu, vert et blanc. L'arcade qui les surplombe représente l'architecture du cirque. Il s'agit de l'une des enluminures les plus détaillées et les plus belles conservées sur un papyrus antique.